# Клімов Сергій Борисович
Клімов (Климів, псевдо- " Крук") Сергій Борисович (нар. 16 липня 1955 року) — відомий український військовий, генерал-лейтенант (військове звання «полковник», отримав (достроково) командиром бригади - за бездоганну службу Незалежній Україні).  
Послідовний борець за становлення незалежності України у XX сторіччі- активний будівничий Збройних Сил України та Національних Повітряних Сил. Перший український командир 14(одеської) радіотехнічної бригади Протиповітряної оборони України(1992 рік) та перший, в історії Україні, начальник штабу — перший заступник командувача Повітряних Сил Збройних Сил України (2004—2008 рік).  
На громадських засадах, засновник і керівник  Західного регіонального відділення Українського фонду соціальних гарантій військовослужбовців та ветеранів Збройних Сил України(2003 рік).  
Голова Президії Громадської Організації " Лицар Сталевого Тризубу України"(з 2022 року) та активний волонтер(з 2014 року).  
Ветеран військової служби з 2008 року. 

## Біографія
Народився 16 липня 1955 року в м. Тойпіц(Німеччина, федеральна земля Бранденбург), у родині офіцера-авіатора. Зареєстрованій у консульстві СРСР у Франкфурті-на-Одері.
Виховувався в патріотичній українській- козацькій родині. Мати — Якименко (Клімова) Віра Омелянівна, 1929 р.н. Батько — Клімов Борис Миколайович, 1928 р.н. Батьки- поховані у місті Миколаєві(обл.).
Православний християнин.
За громадянством та національністю — українець. Патріот Незалежної України. Український націоналіст. Занесений ворогом(рф), у так званий " розстрільний список".
Присягу на вірність народу України прийняв 12 березня 1992 року при військовій частині А-1620(04743), місто Одесса.
В 1961 році, після звільнення його батька з військової служби за станом здоров'я, родина повернулася на Батьківщину- в Україну, у місто Миколаїв, де в 1962 році пішов у перший клас. Середню школу закінчив у 1972 році.
Трудову діяльність розпочав у 1972 році слюсарем-збирачем Союзного проектного бюро «Машпроект» міста Миколаєва.
В 1973 році був призваний на військову службу (Заводським РВК міста Миколаєва) і вступив на навчання у Вільнюське вище командне училище радіоелектроніки Протиповітряної оборони, яке закінчив у 1977 році з дипломом інженера з експлуатації радіотехнічних засобів.
З 1977 по 1985 рік проходив службу у віддаленій місцевості з важкими кліматичними умовами, 12 радіотехнічна бригада (в/ч 58083) (місто Мари), 12 (Ташкентська) окрема армія ППО, війська ППО, Туркестанський військовий округ;
09.1977 — 09.1979 рр. — інженер радіолокаційного комплексу, м. Чарджоу, Туркменської РСР (Туркменабад,  Туркменістан, центр Лебапського велаяту).
09.1979 — 07.1980 рр. — начальник відділення з ремонту РЛС об'єднаної майстерні, м. Мари, Туркменської РСР;
07.1980 — 12.1981 рр. — командир 445-ї окремої радіолокаційної роти ППО (в/ч 75472), високогірна місцевість, гора Чеж-депе, Туркменської РСР ;
12.1981 — 06.1983 рр. — начальник окремого радіолокаційного вузлу, високогірна місцевість, гора Тагарьов, Туркменської РСР;
06.1983 — 08.1985 рр. — командир радіотехнічного батальйону, смт Тахта-Базар, Туркменської РСР.
З серпня 1985 по липень 1988 року навчався на командному факультеті Військової командної академії ППО м. Калінін (Тверь), отримав другу вищу освіту оперативно-тактичного рівня.
З серпня 1988 по березень 1992 року проходив службу у віддаленій місцевості з важкими кліматичними умовами, м. Якутськ (Республіка Саха- Якутія), заступник командира і командир 157 радіотехнічного полку ППО, 94(26) Мукденської дивізії ППО і пізніше 50 окремого гвардійського корпусу ППО (місто Чита), 14 окремої армії ППО (місто Новосибірськ), Забайкальський військовий округ.
В лютому 1992 року зарахований у розпорядження командувача 8 окремої армії ППО (Командування військ ППО України, місто Київ).  8 березня 1992 році повернувся на Батьківщину — в Україну.  12 березня  1992 року прийняв присягу на вірність народу України і  вступив до виконання обов'язків (першого українського) командира 14 (Одеської) радіотехнічної бригади 60 корпусу(Південного району) ППО(місто Одеса), 8 окрема армія ППО(Командування Військ ППО України), Одеський військовий округ.
09.1994 — 06.1996 рр. — начальник штабу — перший заступник командира 60 корпусу (Південного району) ППО України, м. Одеса;
06.1996 — 02.1999 рр — заступник командувача Сил ППО України з бойової підготовки та військово — навчальних закладів — начальник бойової підготовки Військ ППО Збройних Сил України, м. Київ; Указом Президента України від 23 серпня 1998 року полковнику Клімову присвоєно звання генерал-майор https://zakon.rada.gov.ua/laws/show/925/98#Text [Архівовано 8 жовтня 2020 у Wayback Machine.]                                                                                                                                                                02.1999 — 11.2004 рр — командувач (командир) 28 корпусу ППО ЗС України, м. Львів.
В листопаді 2004 року приступив до формування і будівництва, на базі Військово- Повітряних Сил і Військ Протиповітряної Оборони Збройних Сил України, нового виду Збройних Сил України — Повітряних Сил Збройних Сил України та був призначений (вперше в історії сучасної України) на посаду начальника штабу — першого заступника командувача Повітряних Сил Збройних Сил України, м. Вінниця. Заклав основи для переходу ПС ЗС на структури та стандарти НАТО.
В 2005 році закінчив Національну академію оборони України та отримав повну вищу освіту і кваліфікацію магістра державного військового управління.
В 2006 році закінчив Національну академію державного управління при Президентові України і отримав другу повну вищу освіту за спеціальністю «Державне управління» та кваліфікацію магістра державного управління.
В 2007 році рішенням Президії вищої атестаційної комісії України від 20 вересня 2007 року присвоєно науковий ступень доктора філософії- кандидата технічних наук зі спеціальності «Кібернетика, системи управління та зв'язок».
В 2008 році звільнився з військової служби в запас, у зв'язку з тим, що категорично не погоджувався з кадровою політикою; політикою вищого військово- політичного керівництва по радикальному скороченню Повітряних Сил ЗС та розпродажу і розбазареню їх активів; відсутністю гідного фінансування та забезпечення Повітряних Сил ЗС України; не бажанням брати участь у знищенні українського війська, яке активно створював, будував, розвивав та реформував.
З грудня 2008 року працював за сумісністю доцентом кафедри та СНС НЦ Академії Сухопутних військ Збройних Сил України (місто Львів).
З  березня 2009 року, до ліквідації компанії, у лютому 2011 року, працював (за контрактом і по сумісності) віце-президентом компанії «Інтеллеком Сервіс» (місто Київ).
З 2010 року засновник та генеральний директор ТОВ «Перший універсальний аутсорсинговий контакт-центр „УНІКОЛЛ“», а з 2015 року — засновник компанії (місто Одеса), Україна.
З початком російсько-  української війни, в 2014 році та на етапі масштабного вторгнення рф в Україну в 2022 році, активно консультує керівний склад  Повітряних Сил Збройних Сил України; разом з друзями, партнерами та родиною,  цілеспрямовано надає практичну допомогу- безкоштовно передає у війська(сили),закуплене за приватні кошти, сучасне і високотехнологічне обладнання. Волонтер.
Доктор філософії; магістр державного управління; магістр державного і військового управління; інженер з експлуатації радіотехнічних засобів.
Автор підручників «Повсякденна діяльність військ» частина 1 («Основи повсякденної діяльності»), частина 2 («Сержант Військ ППО України»), частина 3 («Техніка безпеки»). Багато років працює над удосконаленням і осучасненням цих підручників.
Один з ведучих ідеологів, керівників, будівничих та авторів розробки і створення "Автоматизованої системи управління авіацією та протиповітряною обороною України Збройних Сил України — «Ореанда ПС». Керував та брав безпосередню участь в створенні дослідницького зразка (району) та фрагментів АСУ «Ореанда ПС» в з'єднаннях і частинах центра та півдня України (в тому числі Українського Криму).
Активний учасник приєднання України та її Збройних Сил до Програми НАТО про обмін даних про повітряну обстановку. З 2004 по 2008 рік представляв Україну в комітетах НАТО з Протиповітряній обороні та Управління Повітряним Рухом.
Нагороджений: орденам «За заслуги» 3 ступеня (Указ Президента України від 29.06.1999 № 769/99) та «За службу Батьківщини»; медаллю «За бойові заслуги».  Двічі отримав «Нагородну вогнепальну бойову зброю» та інші відзнаки.
За особисті заслуги у захисті державного суверенітету, територіальної цілісності, зміцнення обороноздатності та безпеки України, високу професійну майстерність, сумлінне та бездоганне виконання військового обов'язку, проявленні під час ведення бойових дій, нагороджений нагрудним знаком " Повітряні Сили Збройних Сил України. Майстерність, Честь, Відвага"( Наказ Командувача Повітряних Сил ЗС України №503 від 01.09.2022року).
За активну допомогу Збройним Силам України, під час повномасштабного вторгнення ворога, відзначений почесним нагрудним знаком Головнокомандувача Збройних Сил України "За сприяння війську"(Наказ Головнокомандувача Збройних Сил України від 12.11.2022 року, №1080)
Погляди: Активний прихильник незалежності і самостійності України. Переконливо вважає російську федерацію- заклятим ворогом. Наполегливо підтримує Православну церкву України, але з повагою та терпінням, ставиться до інших релігійних конфесій.
Коріннями по- материнській лінії, від українських бузьких козаків і по- батьківській лінії від розкуркулених та репресованих радянською владою, поморських старообрядців- церковників.
Толерантно і з повагою ставиться до тих народів та національностей, які дружньо і з повагою ставляться до українців.
Переконаний в тому, що виключним нащадком героїчної історії Руси, є тільки Україна.
Виховувався в атмосфері патріотичної любові до України, української землі, українського народу, української історії, культури, самобутності і традицій.  
Погляди формувалися на основі спогадів і переконань близьких родичів про криваві події I і II світової війни; на згадках героїчної боротьбі українського народу за Незалежність; на пам'яті про злодійства царського, радянського і фашистського режимів; особистому досвіді життя в умовах тоталітарного сов'єтського режиму та незалежної України.
В зрілому віці, на військовій службі Незалежній Україні, прогнозував та став свідком, загарбницької і кривавої війни Рф проти Незалежної України. З початком війни та кривавої агресії рф в Україну(2014 рік), неодноразово звертався до вищого військово- політичного керівництво по відновлення на військовій службі. Люто зневажає ворога. Активно займається  волонтерством, спонсорством та благодійною діяльністю по безкоштовному забезпеченню потреб підрозділів і частин Збройних Сил( Повітряних Сил) України озброєнням, військовою технікою, продовольством, речовим і іншим дефіцитним майном. Активний український націонал- патріотичний блогер.
Активний прихильник близького позаблокового союзництва, партнерства і дружби з США, Великою Британією, Польщею і іншими сусідніми країнами та повноправного членства України в НАТО і ЄС.
Одружений.
Родина: Дружина — Клімова Олена Олексіївна, народилася у м. Севастополь, Україна, в 1958 році, приватний підприємець і волонтер , мешкає та працює у м. Одеса. За громадянством та національністю — українка.
Виховали доньку та сина; мають трьох онуків. 
Всі дієздатні родичі, з початком війни- добровольцями, вступили на військову службу в Збройні Сили України.
Указ Про присвоєння військових звань [Архівовано 8 жовтня 2020 у Wayback Machine.]